# La Chartreuse de Parme
La Chartreuse de Parme (Nederlands: De Kartuize van Parma) is een roman van Stendhal. Het werk werd in twee delen uitgegeven in maart 1839. Kort voor Stendhals dood in 1842 werd het grondig herzien naar aanleiding van een veelbesproken werkstuk van Balzac, waardoor deze versie een stijl kreeg die eigen is aan Balzac. Vandaag de dag wordt vooral de originele tekst van Stendhal nog gelezen.
Tot in het begin van de 20ste eeuw bleef het werk vrij onbekend buiten bepaalde kringen van kunstliefhebbers, literaire critici of filosofen (zoals Nietzsche). Stendhal droeg zijn roman op aan deze Happy Few op wie hij zijn hoop gevestigd had.

## Samenvatting
Het boek begint met een Woord Vooraf: de verteller legt hier uit dat de neef van een kanunnik hem de hele historie heeft toevertrouwd. Deze kanunnik heet Borda Aichour en is een personage uit de roman (hij verschijnt in hoofdstuk 5 van het eerste boek).
In het Woord Vooraf geeft Stendhal blijk van zijn bewondering voor de Italianen die hij – in vergelijking met de Fransen – oprechter, eenvoudiger en hartstochtelijker vindt. Hij uit deze bewondering op een ironische manier.
Volgens Michel Crouzet is de ironie kenmerkend voor het boek.
Het eigenlijke verhaal begint in 1796 in Milaan, met de zielenroerselen van Robert, een Franse luitenant. Hij vertelt over de aankomst in Milaan van het leger van de Revolutie onder leiding van de jonge Bonaparte. De komst van dit leger deed de Lombarden, die onder het juk van de Oostenrijkse heerschappij leefden, terugdenken aan hun heroïsch verleden. Daarom werd het leger dan ook hartelijk ontvangen door de meerderheid van de Milanezen.
Markies Del Dongo, een schuw en belachelijk conservatief persoon, was een aanhanger van Oostenrijk maar voelde zich desondanks gedwongen om de Franse overwinnaars, waarvan luitenant Robert deel uitmaakt, op te vangen. In bedekte termen suggereert de romanschrijver een romance tussen Robert en de jonge markiezin Del Dongo die uiteindelijk zal leiden tot de geboorte van Fabrizio. Fabrizio bracht zijn jeugd door tijdens de woelige periode onder de Napoleontische regering. Hij woonde in Grianta nabij het Comomeer samen met zijn familie. De jongeman bracht zijn moeder en tante, Gina Del Dongo, dichter bij elkaar. Gina was getrouwd met een Italiaanse generaal die tot het Franse kamp behoorde en stierf in 1814. In die tijd waren zijn (officiële) vader en (half-)broer spionnen voor het Oostenrijkse absolutistische bewind. Ze triomfeerden in 1813-1814 toen de Napoleontische legers overwonnen waren en Milaan in de greep van de Oostenrijkse keizer viel.
Fabrizio vond er een priester, genaamd Blanès, in wie hij een soort vervanging voor zijn vader zag. Blanès leerde hem de tekens waarmee hij de toekomst kon begrijpen, maar liet ze hem niet allemaal analyseren waardoor Fabrizio een naïeve kijk op de wereld ontwikkelde. Stendhal zelf zegt dat Blanès Fabrizio «op weg naar Waterloo heeft geleid».
Toen hij te horen kreeg dat Napoleon, die net ontsnapt was uit Elba, terug in Frankrijk was, besloot Fabrizio, aangemoedigd door gunstige voortekens, om zich bij het Napoleontische leger te vervoegen en vertrok naar Frankrijk. Zo hoopt hij de heldhaftige ridder te worden die hij altijd al heeft willen zijn.
Door enkele onverwachte gebeurtenissen wordt Fabrizio echter al gauw afgetekend als een jonge, naïeve aristocraat en wordt het beeld geëvoceerd van een gewiekst en weinig heldhaftig Frans volk (de Republikeinen inbegrepen, zelfs vooral de Republikeinen). Als de 17-jarige Fabrizio op de dag van de veldslag in Waterloo aankomt, ziet hij deze strijd als een soort leerschool, die uiteindelijk op een mislukking uitdraait. De verteller maakt hierop de volgende allusie : "Het moet toegegeven worden dat onze held op dit moment maar weinig heldhaftig is." Tot zijn schade en schande leert Fabrizio dat er in de moderne manier van oorlog voeren geen plaats is voor heldhaftige ridders. De veldslag, die voor hem tot niets dient en ver afstaat van grootse epische evocaties, wordt verteld vanuit Fabrizio's gezichtspunt. Op deze manier slaagt Stendhal, ooit een soldaat van Napoleon, er beter dan wie ook in de absurdheid van de zogenaamde 'moderne oorlog' aan te tonen. Het zal er voor Fabrizio op neerkomen om een held te worden op een andere manier dan door middel van wapens.
Ondertussen ontmoet de beeldschone Gina, die weduwe is geworden na de moord op generaal Pietranera, graaf Mosca, de eerste minister van de prins van Parma, en trekt bij hem in. Uit comfort en tegen alle normen van fatsoen in trouwt ze niet lang daarna met hertog Sanseverina, die ze voor het huwelijk nog maar twee keer had ontmoet.
Zo komt Fabrizio, die door zijn intrede in het leger uit het ouderlijke huis gezet is, bij zijn tante aan het hof van Parma terecht. Nu hij zijn militaire carrière achter zich gelaten heeft, richt hij zich tot de Kerk en treedt in dienst als hulpbisschop bij aartsbisschop Landriani. Zijn hartstocht krijgt al gauw de bovenhand en enkele liefdesaffaires blijven niet uit. Een van zijn minnaressen heeft hem ertoe gebracht om de armzalige blijspelacteur Giletti, die hem als eerste aanviel, te vermoorden aan de grens met Oostenrijk. De auteur verwijst in het verhaal herhaaldelijk naar deze milde daad, die erg belangrijk blijkt binnen een monarchie omdat het de voorspelling van abbé Blanès bevestigt en Fabrizio veroordeelt tot de gevangenis (in de toren van Parma). Zijn lot wordt bepaald door de politieke intriges binnen het hof.
Door hun complot slagen de tegenstanders van graaf Mosca en de mooie Gina erin zich meester te maken van de situatie. Ze doen Fabrizio, die voor het gerecht op de vlucht is, vage beloftes over gerechtelijke onschendbaarheid. Fabrizio begaat de fout deze beloftes voor waar aan te nemen en belandt in de gevangenis, in een cel boven in de Farnesische toren. Hoewel de doodstraf hem boven het hoofd hangt, heeft zijn opsluiting ook een aangename kant: hij wordt verliefd op Clelia Conti, de dochter van de gevangenisdirecteur. De twee verliefden houden met elkaar contact op de meest ingenieuze en uiteenlopende manieren. Dankzij de hulp van Clelia en Gina lukt het Fabrizio te ontsnappen. Om deze ontsnapping mogelijk te maken, dienen ze de gevangenisdirecteur een dosis laudanum toe die echter te sterk blijkt, waardoor de directeur in levensgevaar komt. Uit wroeging legt Clelia een gelofte af aan de Heilige Maagd: als haar vader het haalt, zal ze Fabrizio nooit meer zien en met de rijke markies van Crescenzi trouwen, de echtgenoot die haar vader voor haar had uitgezocht. Haar vader herstelt en Clelia komt haar gelofte na. Ondertussen is de prins van Parma gestorven, officieel ten gevolge van een ziekte. Zijn dood werd echter bespoedigd door gif dat de revolutionaire republikeinse dichter Ferrante Palla, een huurling van Gina, de prins toegediend had.
De opvolger van de overleden prins, Ranuccio Ernest V, staat nu onder het gezag van de graaf Mosca die inmiddels genoeg gezag heeft om Gina, op wie hij smoorverliefd is, en Fabrizio terug te brengen naar Parma. Eens Fabrizio gehoor krijgt van het huwelijk van Clelia, besluit hij om zich vrijwillig te laten opsluiten in de Farnesische toren in plaats van in de stadsgevangenis en hoopt zo Clelia terug te vinden. Hij wordt opnieuw bedreigd met vergiftiging en Gina moet beloven zich aan de jonge prins te geven als hij tussenkomt om Fabrizio te redden. Nadat Fabrizio wordt gered en de poging tot vergiftiging bevestigd is, wordt generaal Conti, de gouverneur van de citadel, verbannen.
Gina en Mosca trouwen en Fabrizio wordt een beroemde predikant. De liefde van Fabrizio voor Clelia is echter nog steeds heel vurig. Ten slotte ontmoeten de geliefden elkaar opnieuw maar altijd in het geheim om de wens van Clelia, die Fabrizio niet meer wou zien, te respecteren. Uit hun verhouding wordt een zoon geboren, Sandrino. Fabrizio laat zijn zoon ontvoeren om hem vaker te kunnen zien en laat naar de buitenwereld uitschijnen dat hij dood is. Sandrino wordt echter echt ziek en sterft enkele maanden later, weldra gevolgd door zijn moeder.
Fabrizio trekt zich uiteindelijk terug in een huisje op het platteland waar ook hij al gauw sterft. Verteerd door het verdriet van Fabrizio’s dood, is het Gina die op haar beurt heengaat. Het einde van het verhaal ontaardt in een ware slachting, van alle hoofdpersonages is Mosca dan ook de enige die overleeft. Naar het einde toe neemt Stendhal een ironische, ontnuchterende houding aan tegenover de toekomstperspectieven in Europa, vastgelegd op het Congres van Wenen (waar de rijkdom en politiek de scepter zwaaiden).

## Analyse
Piazza Garibaldi in Parma
In een pocketuitgave van “La Chartreuse de Parme” (Librairie générale française, n° 851-852) verduidelijkt Paul Morand in zijn voorwoord waarom de schrijver precies voor de stad Parma gekozen heeft. Stendhal legt het uit in een van zijn antwoorden aan Balzac: “Hij heeft voor Parma gekozen omdat dit kleine Groothertogdom in 1838 de minst gevaarlijke omgeving had om de omkadering te zijn voor een verhaal dat zich in Italië afspeelt”. De keuze van Stendhal ging uit naar Parma omwille van de specifieke politieke context van het Hertogdom van Parma en Piacenza. Parma stond toen onder heerschappij van Marie Louise van Oostenrijk, de tweede vrouw van Napoleon I, aan wie Stendhal de bijnaam a poor woman gaf. Na haar overlijden kwam Parma opnieuw in handen van het Huis Bourbon-Parma. Het hertogdom zorgde bijgevolg niet langer voor een rivaliteit tussen de grootmachten en genoot van een zekere autonomie, hoewel Marie-Louise moeite had om de revolutionaire bewegingen in de stad te bedwingen, wat haar interne en diplomatische macht verzwakte.
Stendhal heeft de stad meerdere keren bezocht en vond haar 'nogal alledaags'. Hij liet zijn fantasie dan ook de vrije loop toen hij de personages alsook het decor, een citadel met een heel grote 'Farnesische' toren, neerschreef. Bovendien werd Parma in de jaren waarin het verhaal zich afspeelt, geregeerd door Marie-Louise van Oostenrijk (dochter van Frans II en de tweede echtgenote van Napoleon I) en niet door Ranuccio Ernest IV van Bourbon-Parma, die trouwens nooit bestaan heeft (de Bourbons van Parma hadden ter compensatie het Hertogdom Lucca gekregen tot aan de dood van Marie-Louise).
Het einde zou het minpunt van het werk zijn. Algemeen wordt bevonden dat de schrijver zijn verhaal snel, zelfs arbitrair, afhandelt. De laatste romances van Clelia en Fabrizio zouden niet meer geloofwaardig overkomen. Deze tekortkoming naar het einde toe is zonder twijfel kenmerkend voor Stendhal die het wel vaker moeilijk heeft om een goed einde neer te schrijven (zoals onder andere in Le Rouge et le Noir terug te vinden is). Toch doet Stendhal zijn talent alle eer aan. Zo gebruikt hij niet minder dan een relatiefzin om zijn hoofdpersonage te laten sterven, een literaire prestatie die volgens velen barst van genialiteit, en de moderniteit van La Chartreuse de Parme aantoont. Voor sommigen is de grootste troef van La Chartreuse de manier waarop het de avonturen, die talrijk zijn in deze actieroman, in functie plaatst van het poëtisch en literair ideaal waarnaar de schrijver streeft.

## Personages (in volgorde van verschijning)
- Robert, de Franse luitenant
- Markies del Dongo
- Gina del Dongo - gravin Pietranera, hertogin Sanseverina, gravin Mosca
- Markiezin del Dongo
- Fabrizio del Dongo
- Zijn oudere broer, Ascanio del Dongo
- Abbé Blanès
- De kantinehoudster
- Fabio Conti
- Clelia Conti
- Graaf Mosca
- La Fausta
- Fiscaal-generaal Rassi
- Prins Ranuccio-Ernesto IV
- Aartsbisschop Landriani
- Marietta
- Blijspelacteur Giletti
- Ferrante Palla, republikeinse dichter (‘homme des bois’ die op de grens tussen genie en waanzin balanceert)
- Prins Ranuccio-Ernesto V